# Montalbano Elicona
Montalbano Elicona – miejscowość i gmina we Włoszech, w regionie Sycylia, w prowincji Mesyna.
Według danych na rok 2004 gminę zamieszkiwało 2838 osób, 42,4 os./km².